# Brentwood (Anglaterra)
Brentwood és un poble del districte de Brentwood, Essex, Anglaterra. Té una població de 54.782 habitants i districte de 76.386.